# Südpark (Berlin-Wilhelmstadt)

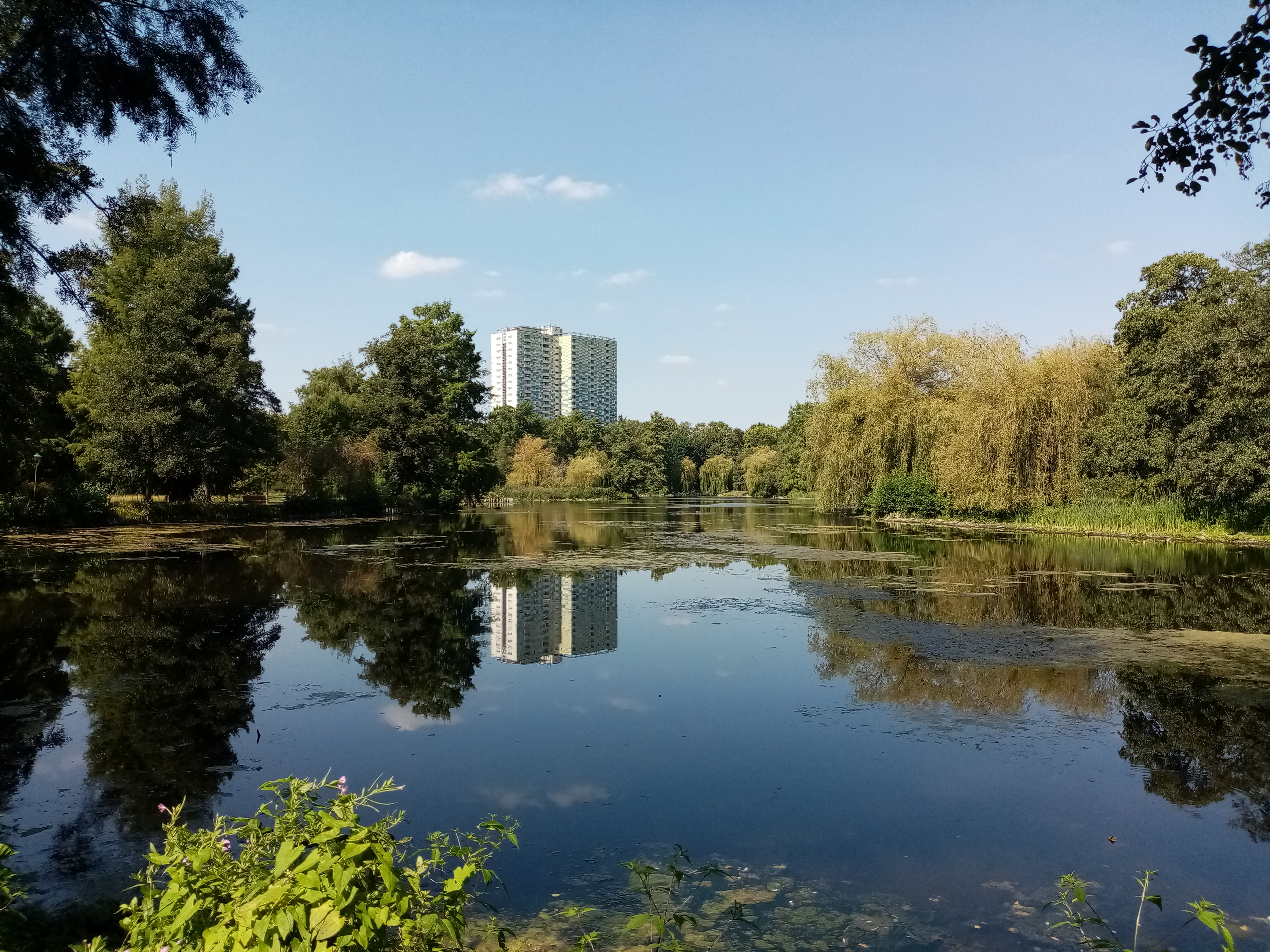
Blick über den Teich nach Westen. Im Hintergrund: das 22-geschossige Wohnhochhaus Graetschelsteig 26

Der Südpark ist eine Grünanlage im Berliner Ortsteil Wilhelmstadt des Bezirks Spandau.

## Entstehung
Der sechs Hektar große Park entstand im Jahr 1923 unter dem Generalbaudirektor Richard Woy im Sumpfgebiet der Börnicker Lake.

## Aufbau
Im Süden grenzt das Areal an die Heerstraße, in die eine Treppe durch einen dichten Sträucherbestand und ein Ausgang zur Bushaltestelle Jaczostraße (Metrobusse M49, M36) führen; im Südosten ist der Park zur Heerstraße/Pichelsdorfer Straße (Bushaltestelle Alt-Pichelsdorf; Metrobusse M49, M36, Expressbusse X34, X49) hin geöffnet.
Im Westen sind die Börnicker Straße sowie eine Wohnsiedlung, in die eine Treppe und eine Böschung Richtung Graetschelsteig hinaufleiten.
Im Nordwesten verbindet ein Arm, flankiert vom Gelände des Kombibades Spandau Süd auf der linken und einer Freizeitsportanlage auf der rechten Seite, den Südpark mit dem Alfred-Balen-Weg und der Melanchthon-/Weverstraße; ebenfalls hier befinden sich ein umzäunter Bolzplatz und ein Kinderspielplatz. 
Im Norden gibt es eine gesonderte Zone mit einem Blumenbeet und Bänken, Spieltischen, der Sandsteinskulptur Schnecke (1957) von Hans Hauffe, zwei Wegen, die zur Jordanstraße/Am Südpark weisen und die Kleingartenkolonie ‚Kietzer Feld‘.
Den östlichen Rand bildet der Plathweg mit zwei Zugängen; vor diesem schmücken Blumen, ein Wetterpilz und die Sandsteinskulptur Fisch (1957) von Hans Hauffe das Gebiet. 
Das Zentrum des Südparks beherrscht ein Teich, sich quer durch einen großen Teil des gesamten Geländes erstreckend. Eine kleine, flache Holzbrücke führt in der Nähe der Spielplätze über das Gewässer. Um dieses herum stehen Sitzbänke und Picknickgarnituren auf breiten, von Gehwegen durchzogenen Wiesen; ein großer Rundweg umgibt die Kulisse. Unterhalb des Ufers und der Pichelsdorfer Straße verbindet der Stolzengraben den Teich mit dem Grimnitzsee.

## Sonstiges
Im Zuge der Dreharbeiten für den Spielfilm Das Land des Lächelns (1952) wurde im Südpark ein chinesischer Garten nachgestellt.

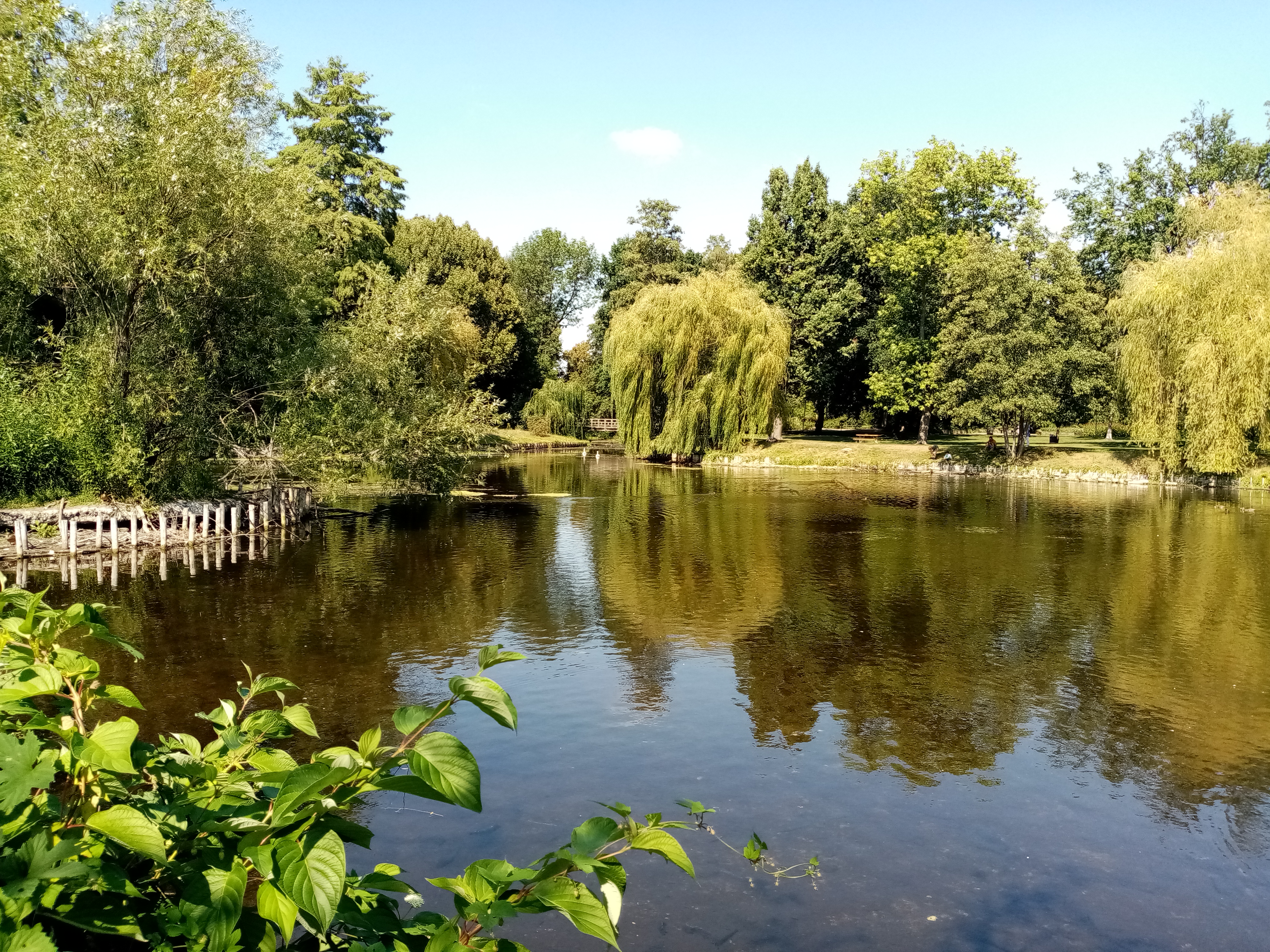
Holzbrücke im Hintergrund am nördlichen Ende des Südparkteichs
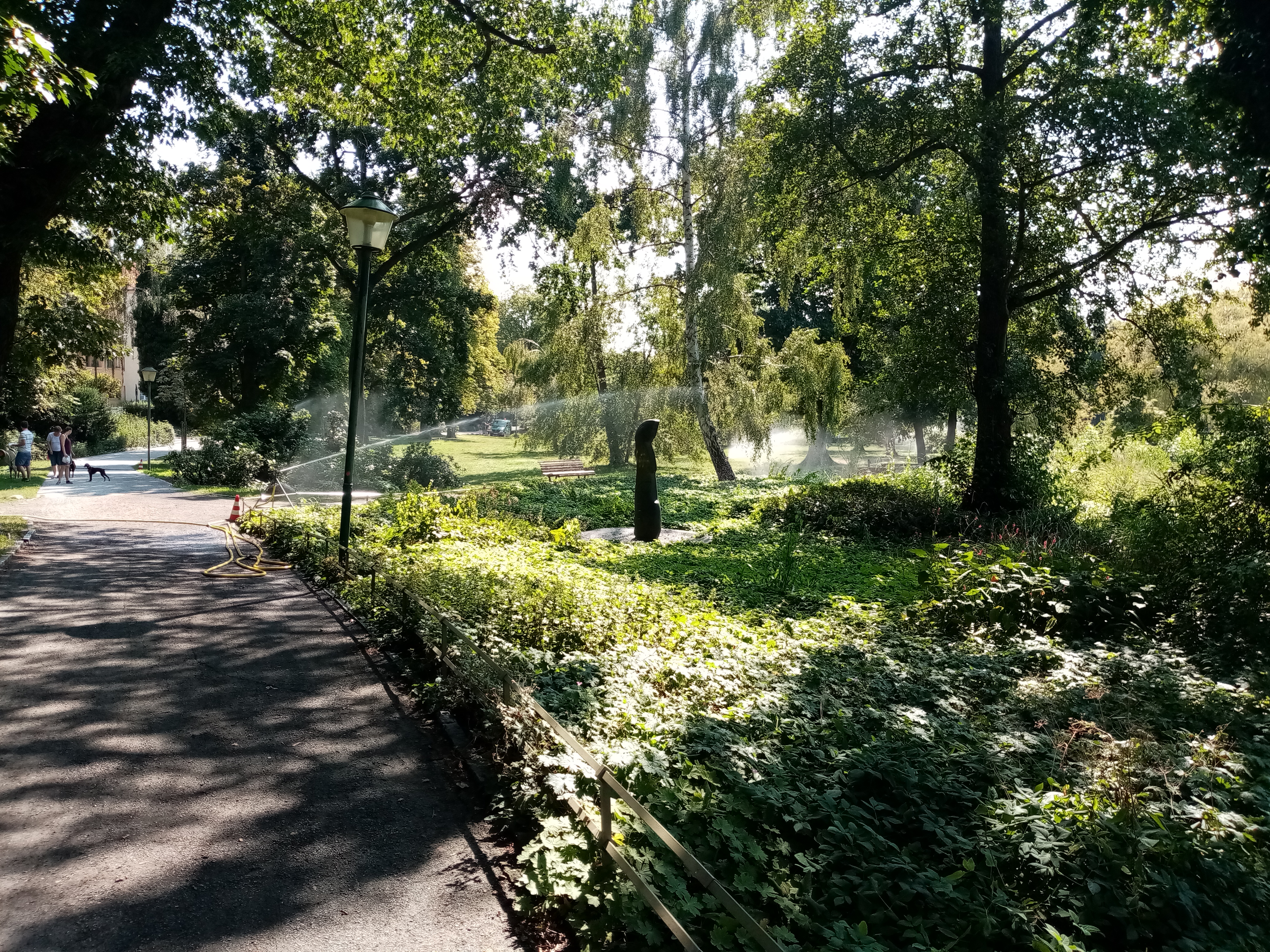
Sandsteinskulptur Fisch (1957) von Hans Hauffe
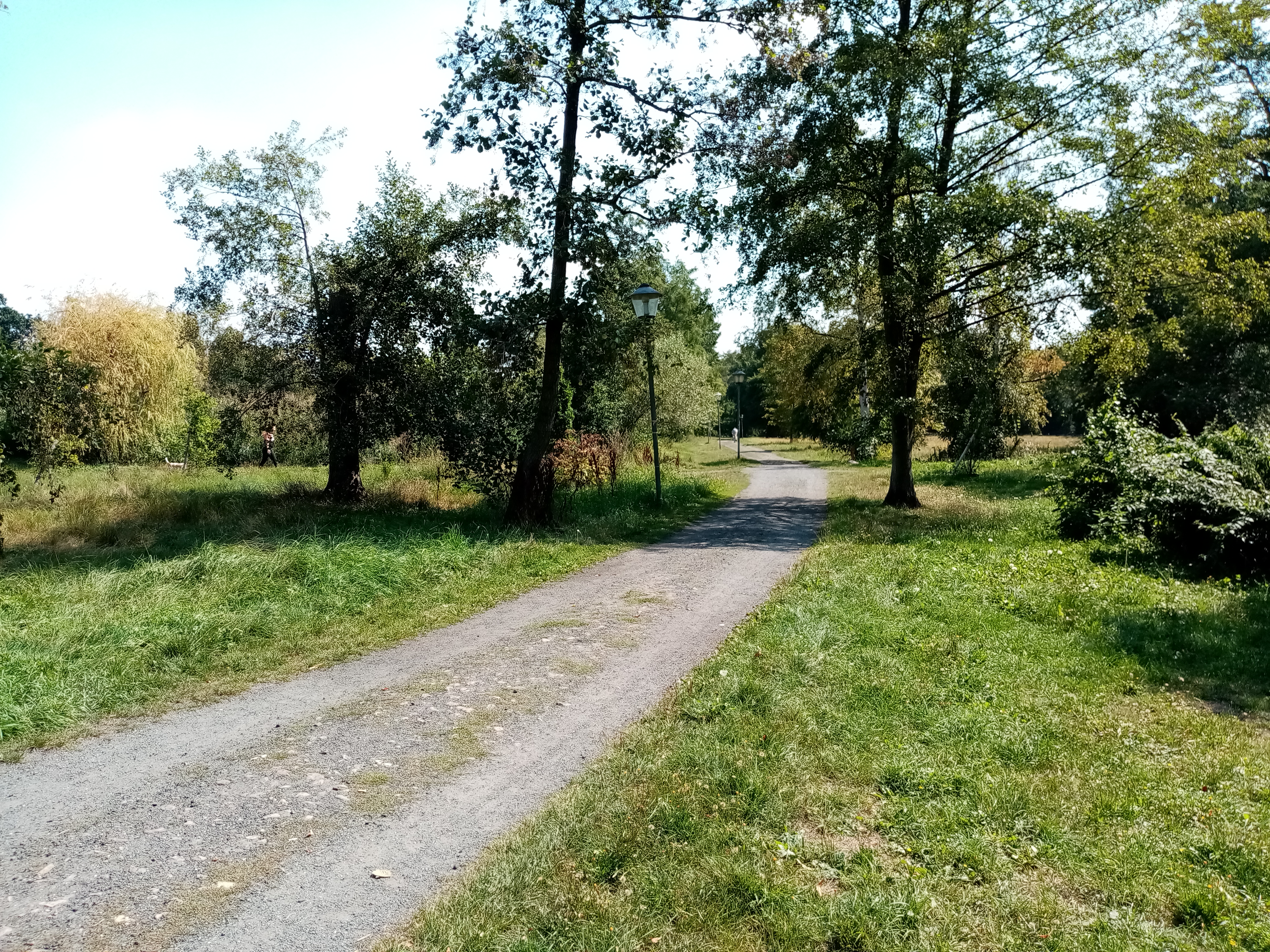
Weg quer durch die Wiese im Süden
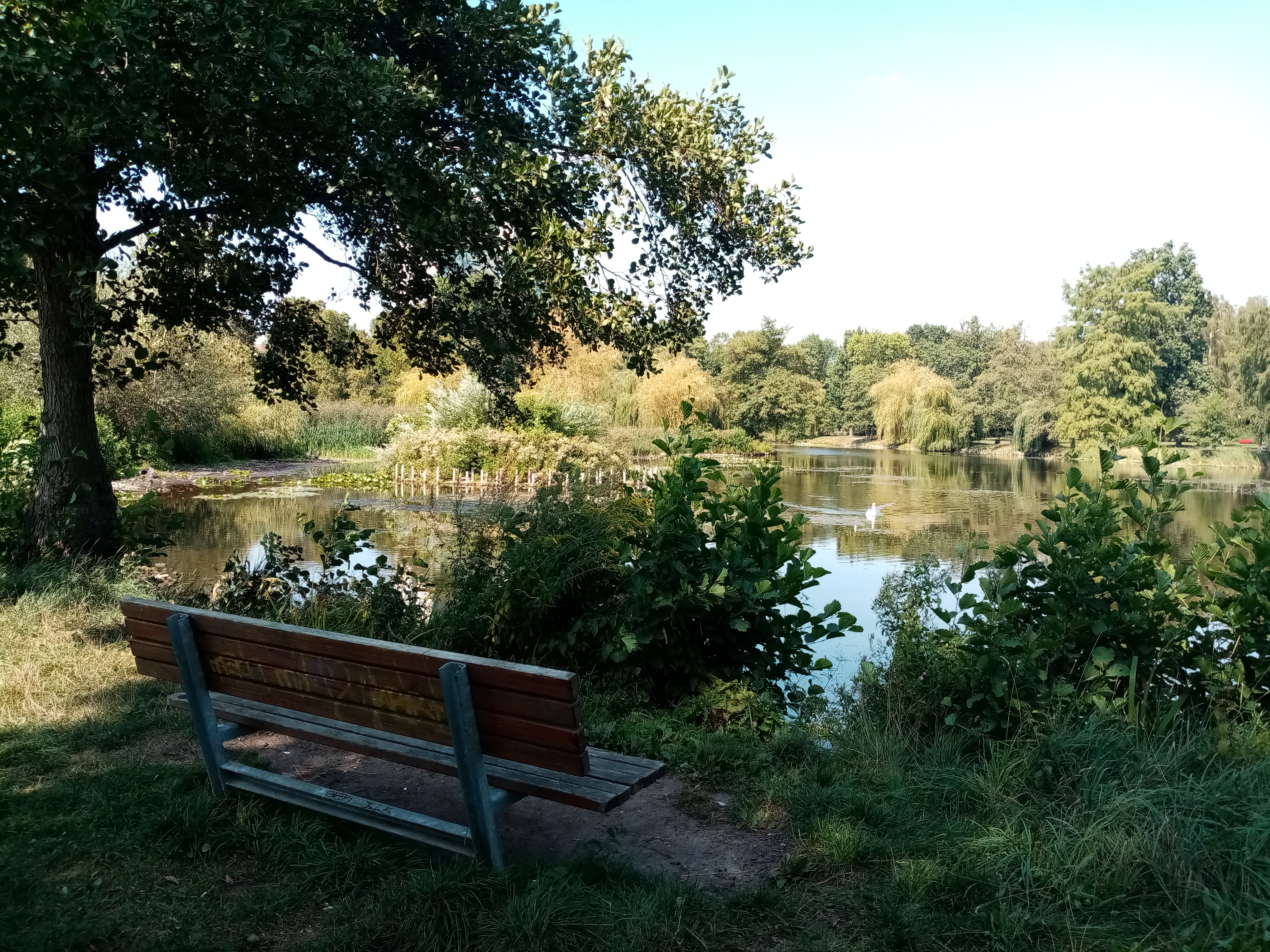
Sitzbank am Teich auf dem südlichen Ufer
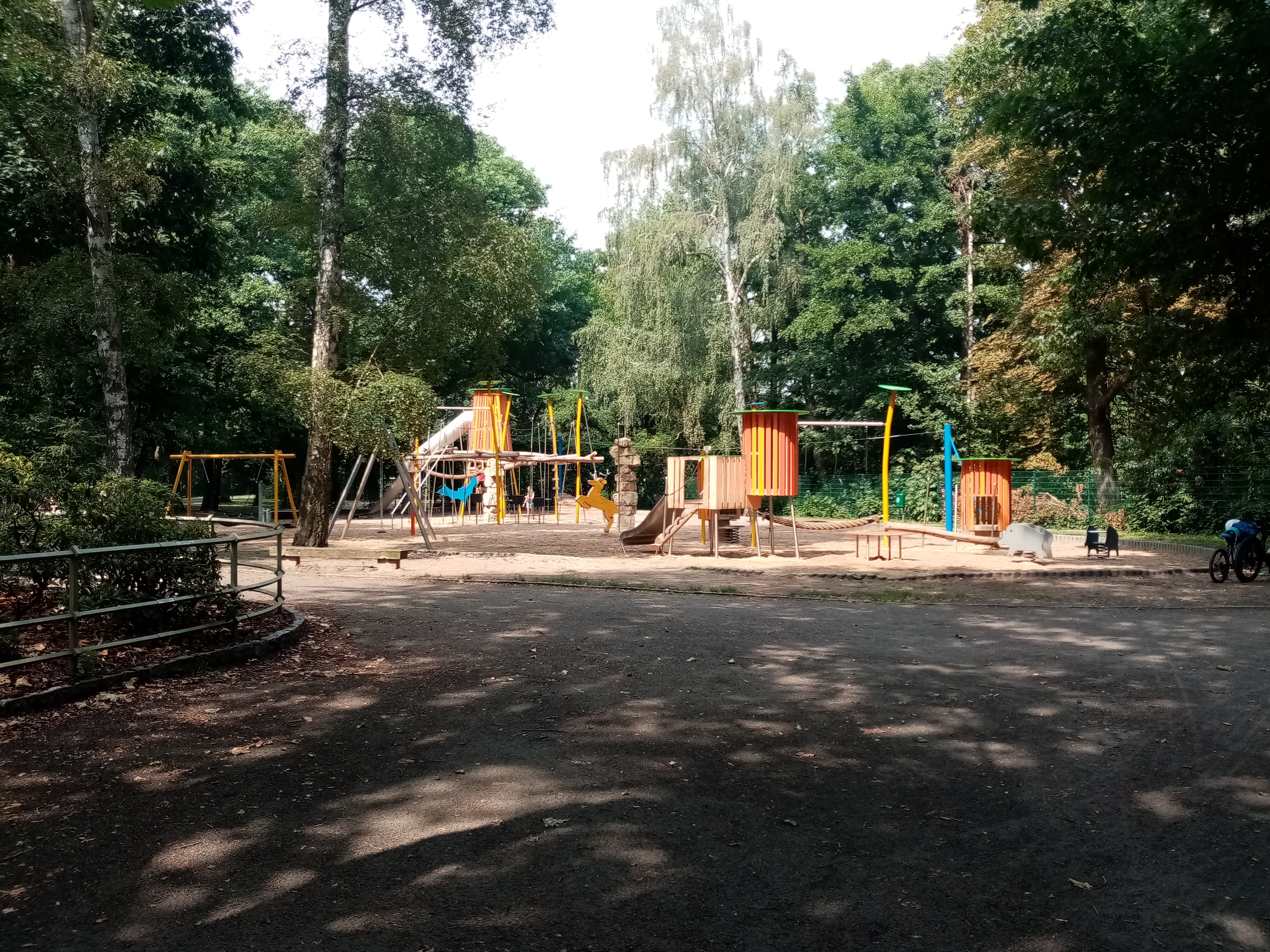
Kinderspielplatz und Bolzplatz im Hintergrund
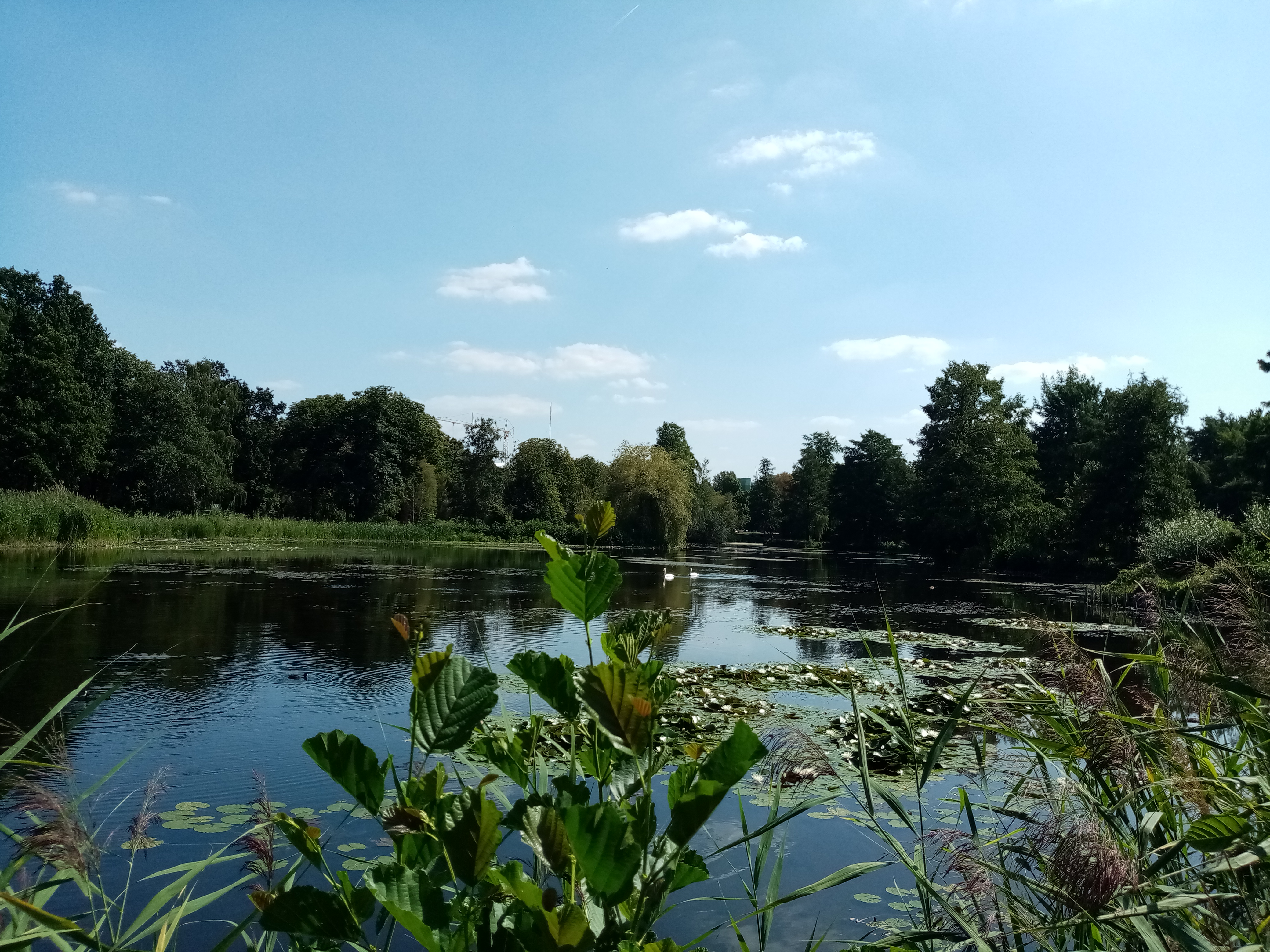
Blick Richtung Südosten: Im Hintergrund ragt die Spitze des Senders Scholzplatz heraus
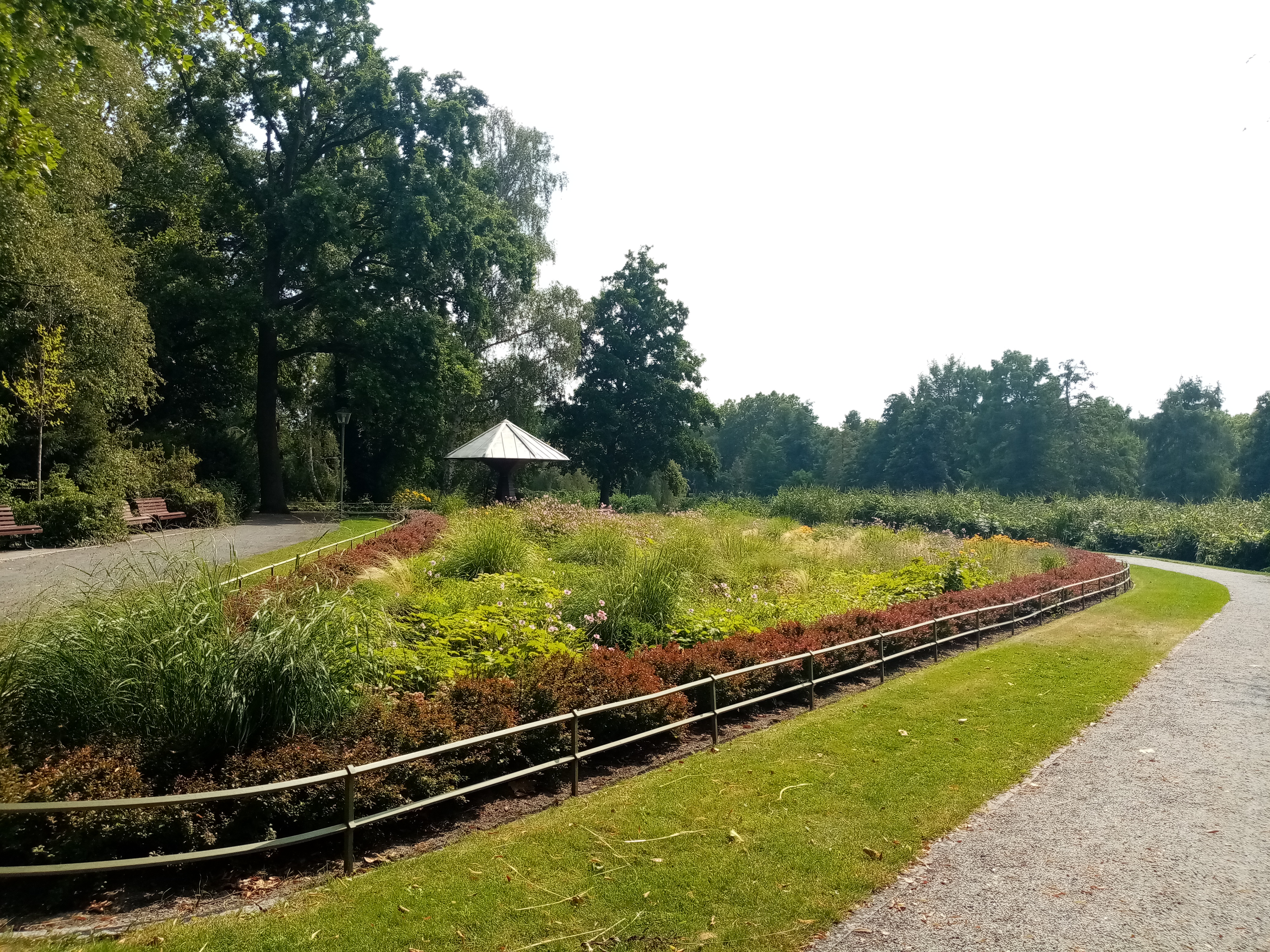
Wetterpilz
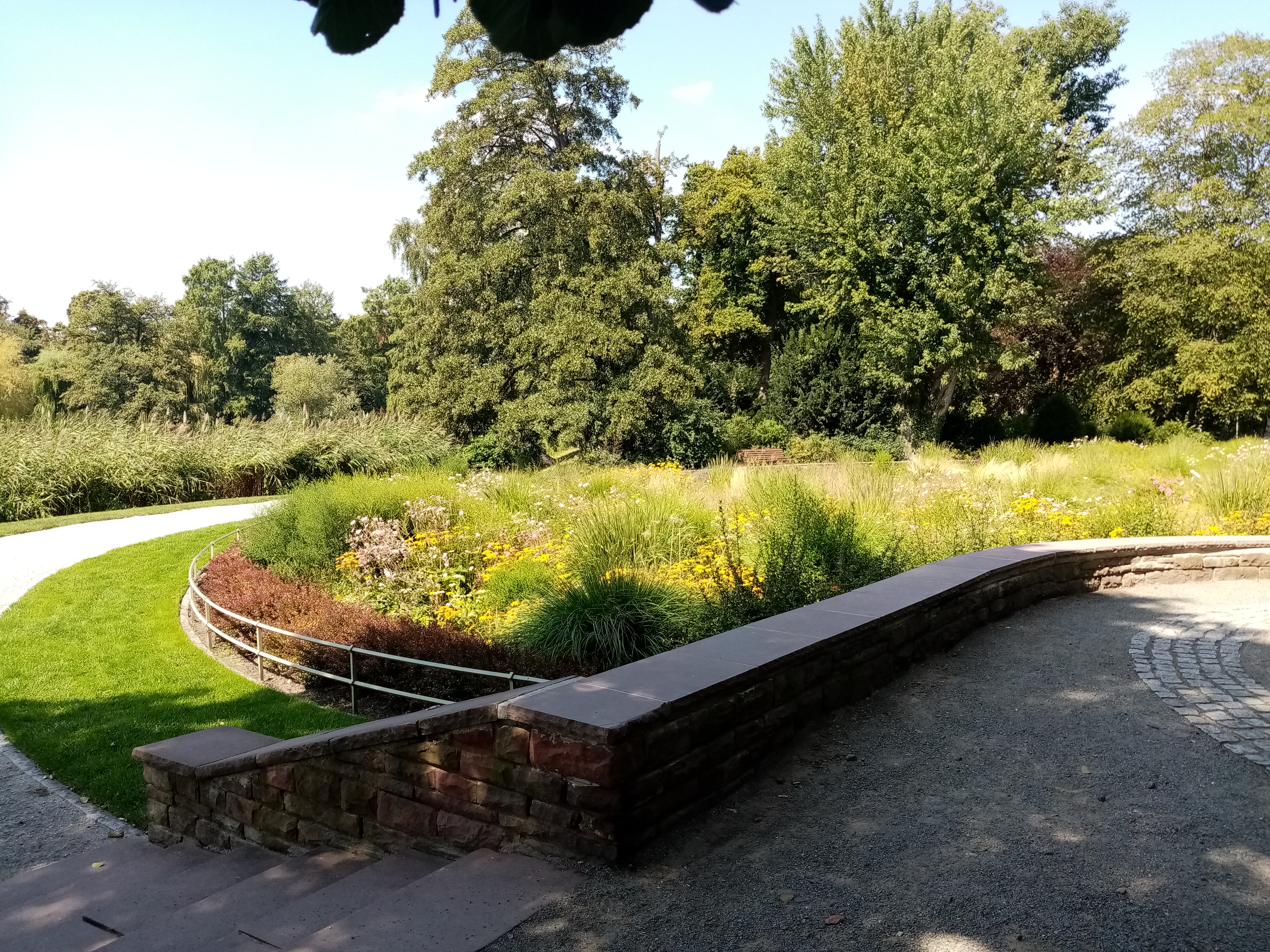
Rundweg um ein Blumenbeet
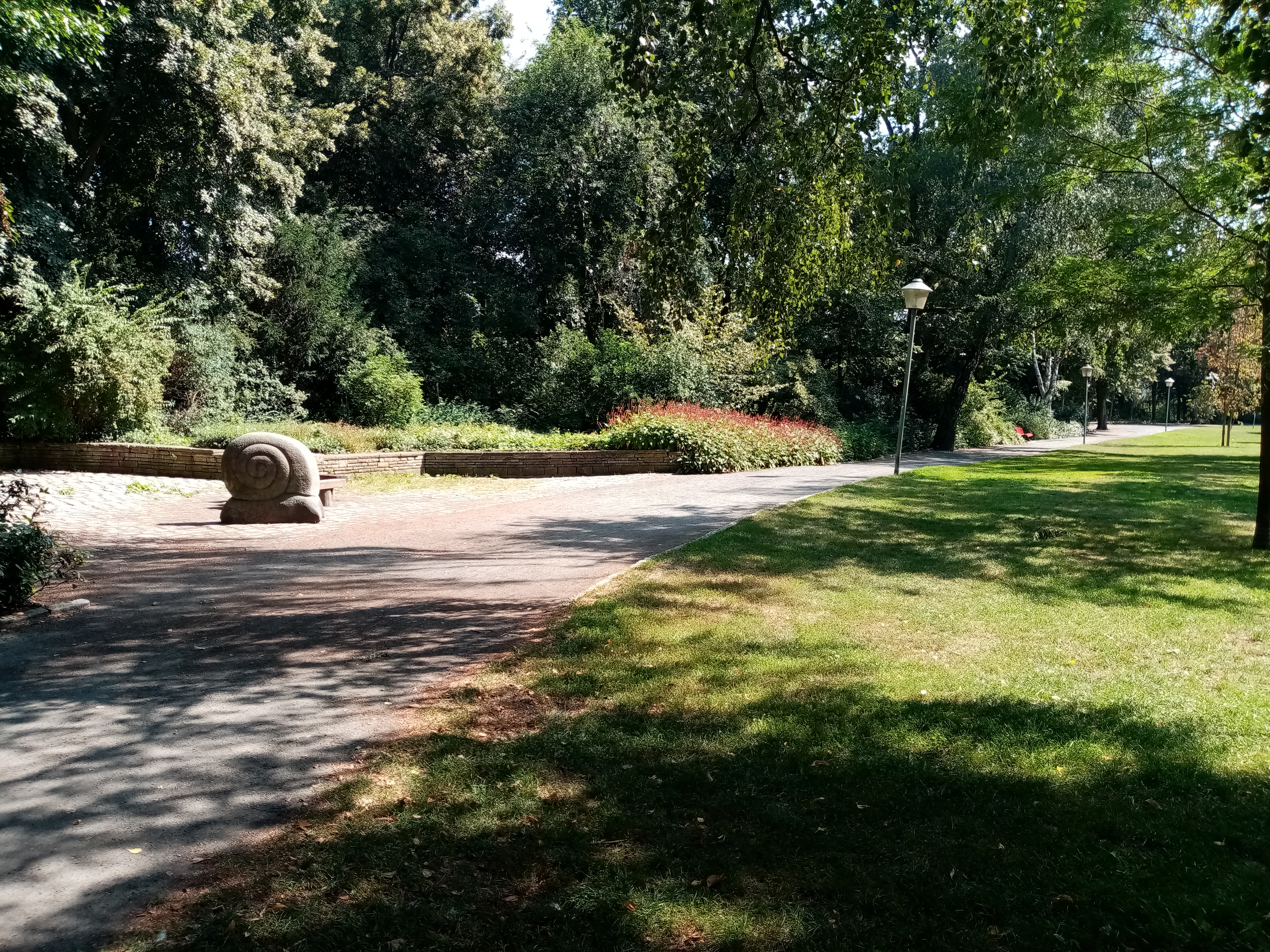
Sandsteinskulptur Schnecke (1957) von Hans Hauffe
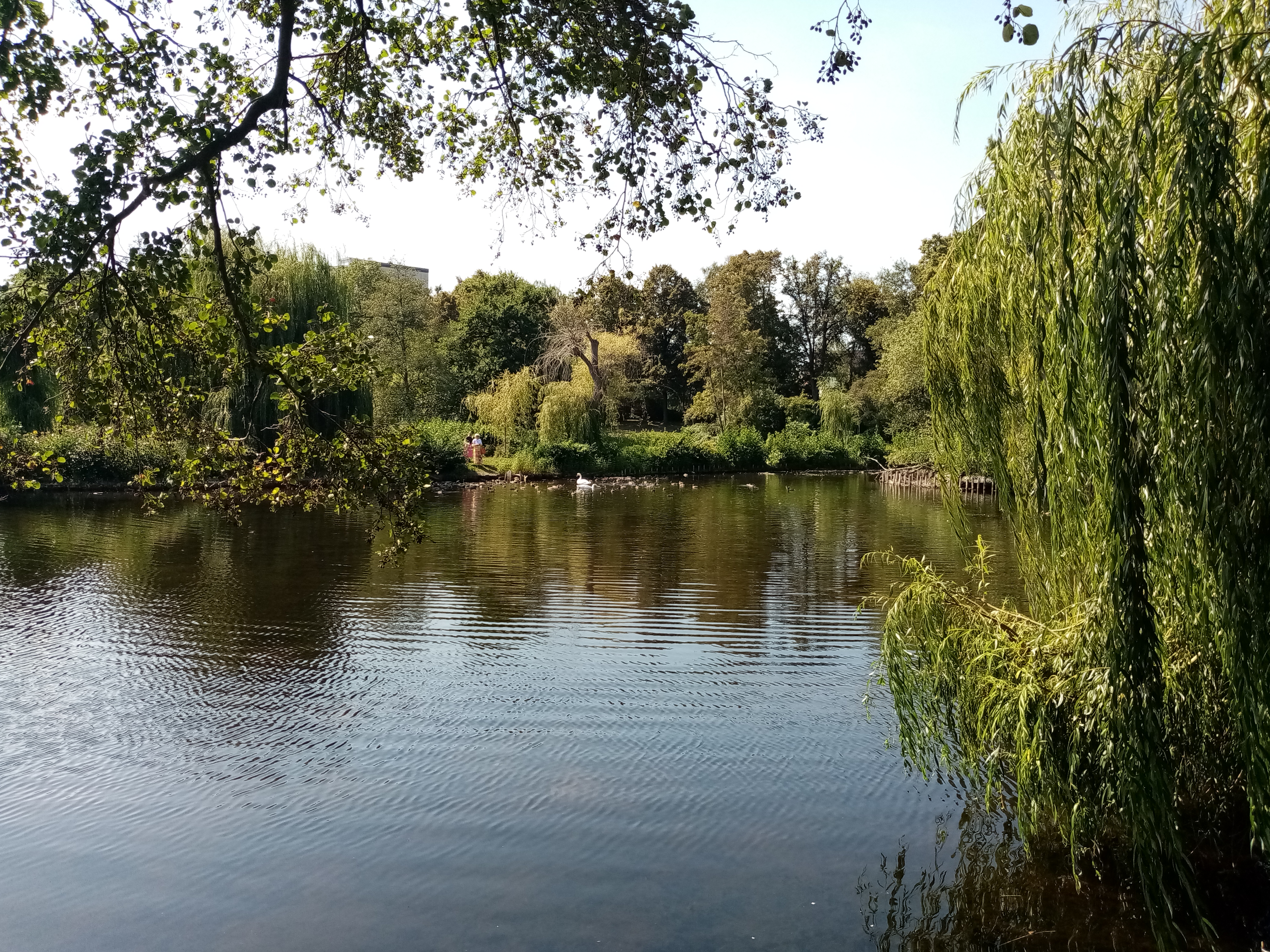
Füttern der Wasservögel
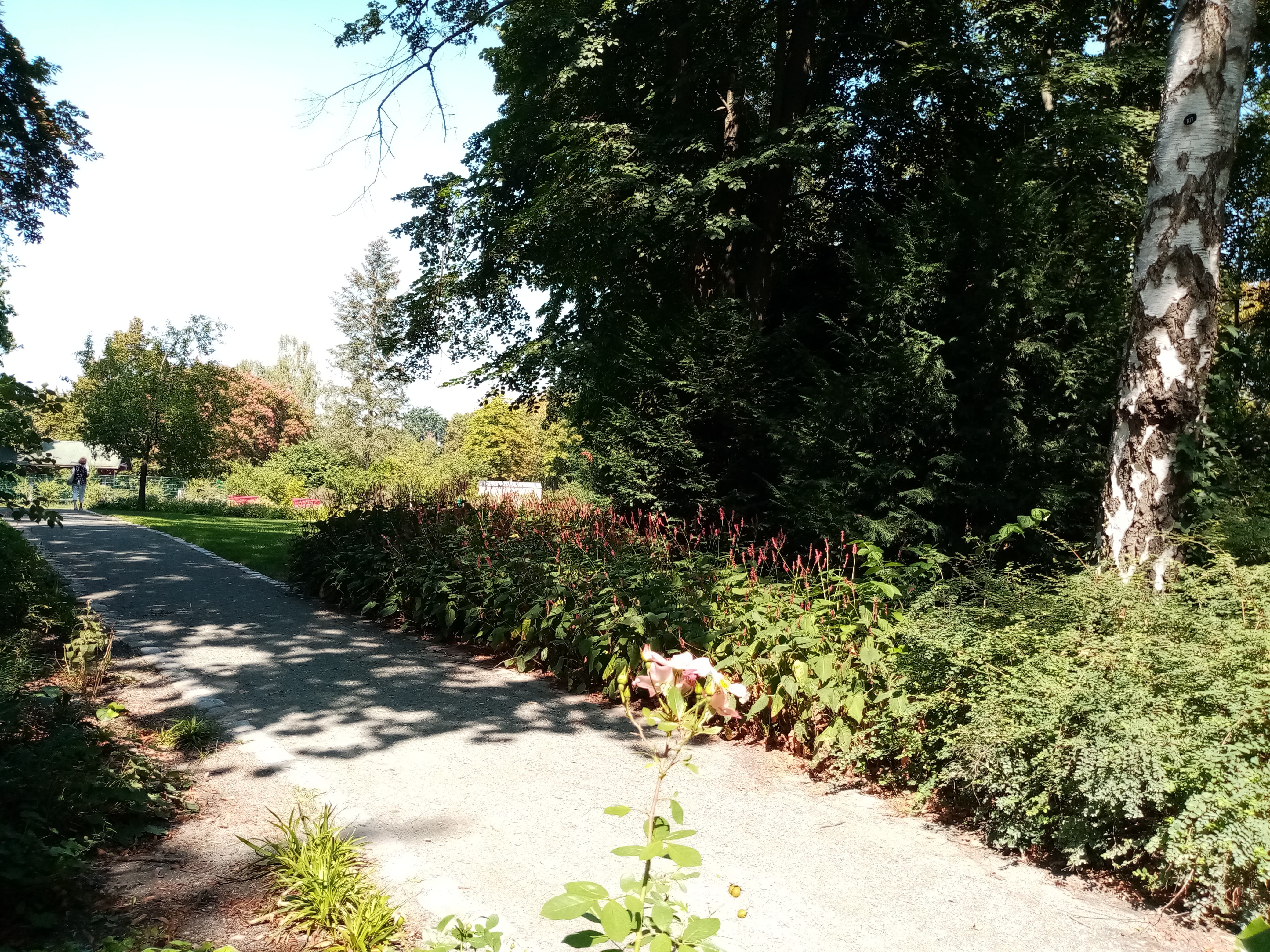
In der Nähe der angrenzenden Freizeitsportanlage
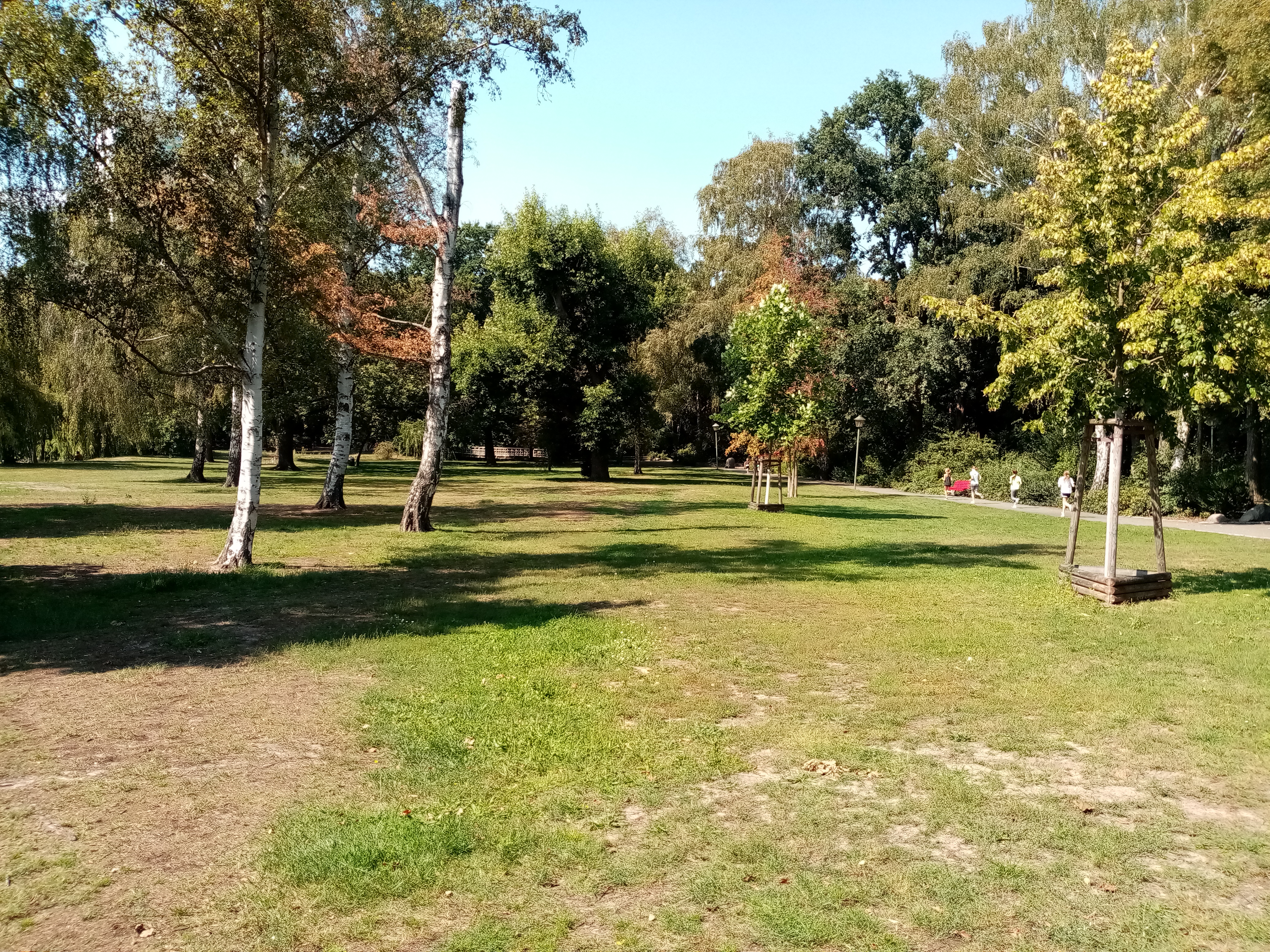
Wiese und Weg zur Holzbrücke
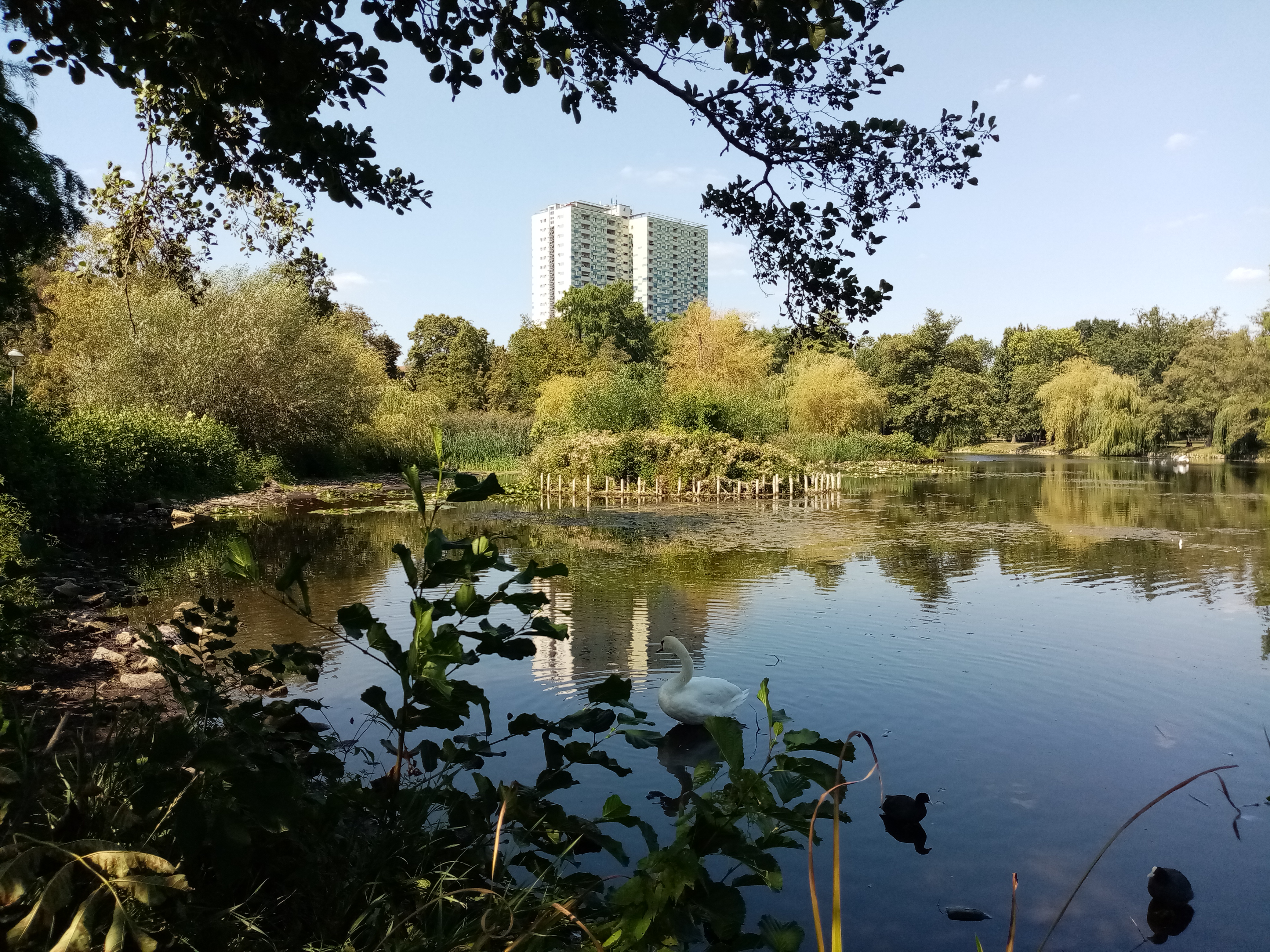
Blick über den Südparkteich